# Cara Mund
Cara Mund (/kɑːrə/car-uh; 8 dicembre 1993) è una modella statunitense.

## Biografia
Nel giugno 2017 è stata incoronata Miss North Dakota 2017. Il 10 settembre 2017 è stata incoronata Miss America 2018 ad Atlantic City, nel New Jersey.